# VIT University
VIT University (Vellore Institute of Technology University) är en teknisk högskola i Indien. Högskolan grundades av Mr. G. Viswanathan 1984. VIT University hette tidigare Vellore Institute of Technology, men namnet byttes i september 2006. Universitetet har idag (2009) cirka 13 000 studenter.